# Марі Андріссен

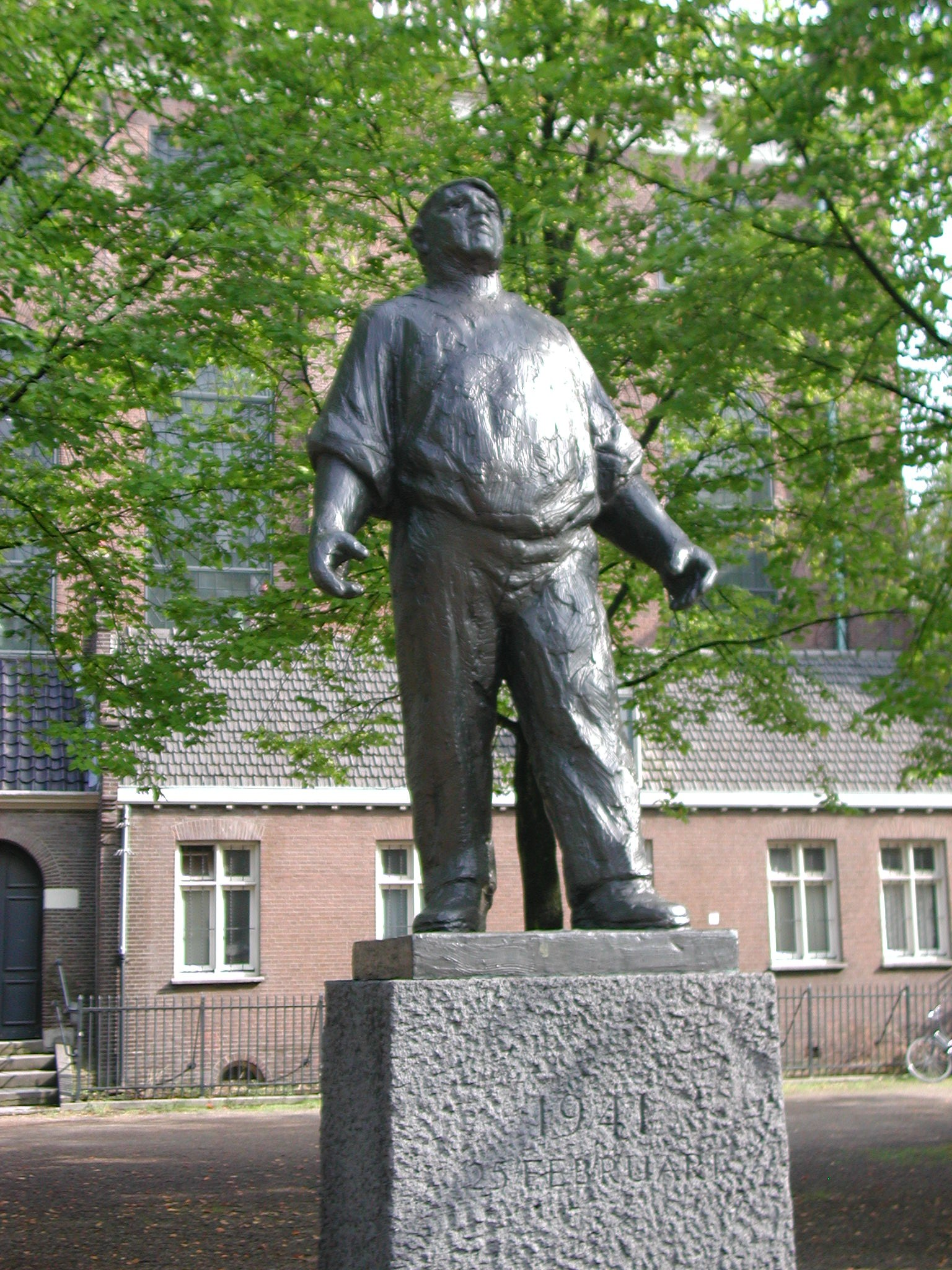
«Докер». Бронза. 1950—52, Амстердам

Марі Сілвестр Андріссен (нід. Mari Silvester Andriessen; 4 грудня 1897, Гарлем — 7 грудня 1979) — нідерландський скульптор.
Автор пам'ятників жертвам Другої світової війни у Національному парку в Енсхеде (1946—1949) та Роттердамі (1957), докерам — героям Лютневого страйку 1941 в Амстердамі (1950—1952), монументально-декоративних статуй і рельєфів.
Художник-гуманіст, Андріссен стверджує у своїх роботах (виконаних головним чином у бронзі) мужність, стійкість і гідність простих людей — трудівників і борців. Реалістична манера ліплення Андріссена проста й виразна, а його пам'ятники (деякі з них утворюють великі ансамблі) природно входять у простір вулиці чи парку.

## Основні роботи
- Йоганнес Вут, 1938, Гаага;
- Докер (пам'ятник героям Лютневого страйку 1941 в Амстердамі), 1952, Амстердам;
- Корнеліс Лелі, 1954, Афслютдейк;
- Алберт Плесман, 1958, Гаага;
- Музика, 1961, Тілбург;
- Маленький Йоганнес, 1963, Гарлем;
- Королева Вільгельміна, 1968, Утрехт;
- Віллем Карел Венделар, 1970, Алкмар;
- Тобіас та янгол, 1972, Бреда;
- Музика, 1973, Гарлем;
- Зв'язані чоловіки, 1975, Гарлем;
- Фонтан Бахуса, 1976, Утрехт;
- Анна Франк, 1977, Амстердам.